# Liste der diplomatischen Vertretungen in Norwegen

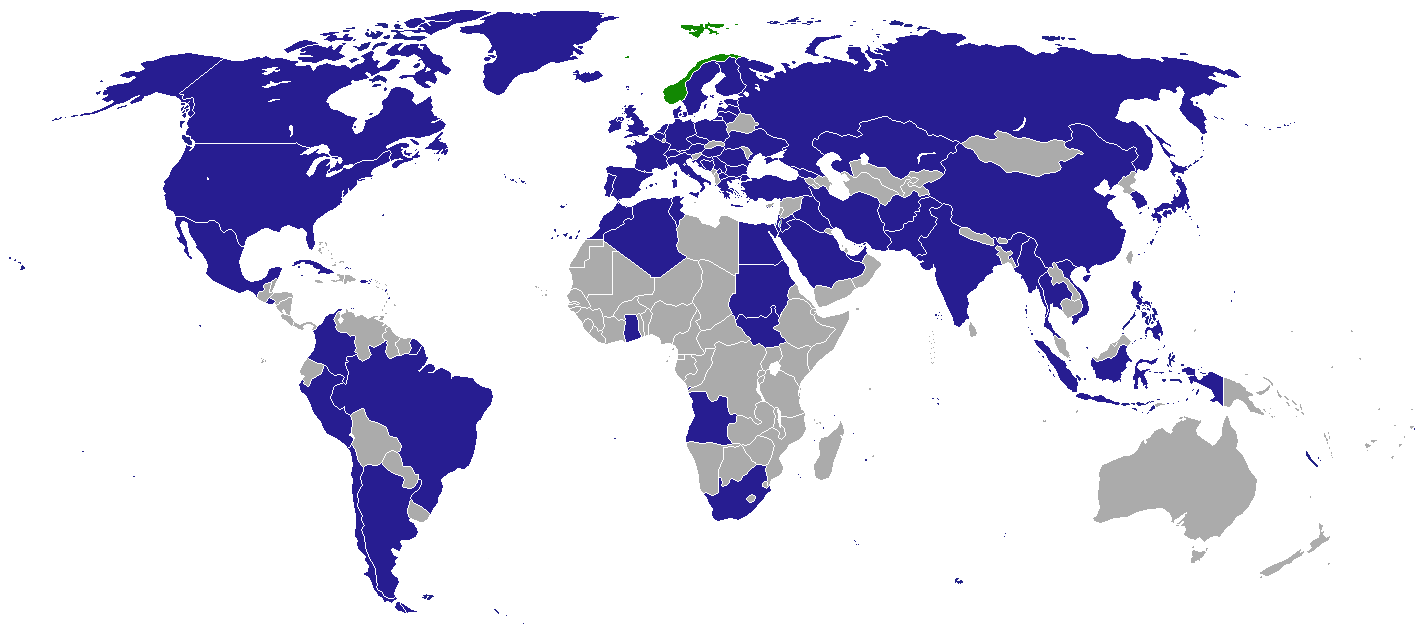
Staaten mit einer Botschaft in Norwegen

Die Liste der diplomatischen Vertretungen in Norwegen führt Botschaften und Konsulate auf, die im 
europäischen Staat Norwegen eingerichtet sind.

## Botschaften in Oslo
In Norwegens Hauptstadt Oslo sind 69 Botschaften eingerichtet (Stand 2019).

### Staaten
| - Afghanistan: Botschaft - Ägypten: Botschaft - Algerien: Botschaft - Argentinien: Botschaft - Belgien: Botschaft - Bosnien und Herzegowina: Botschaft - Brasilien: Botschaft - Bulgarien: Botschaft - Chile: Botschaft - Dänemark: Botschaft - Deutschland: Botschaft - Estland: Botschaft - Finnland: Botschaft - Frankreich: Botschaft - Georgien: Botschaft - Ghana: Botschaft - Griechenland: Botschaft - Island: Botschaft - Indien: Botschaft - Indonesien: Botschaft - Irak: Botschaft - Iran: Botschaft - Irland: Botschaft - Israel: Botschaft |  | - Italien: Botschaft - Japan: Botschaft - Jordanien: Botschaft - Kanada: Botschaft - Kasachstan: Botschaft - Kolumbien: Botschaft - Kroatien: Botschaft - Kuba: Botschaft - Lettland: Botschaft - Litauen: Botschaft - Marokko: Botschaft - Mexiko: Botschaft - Myanmar: Botschaft - Niederlande: Botschaft - Nordmazedonien: Botschaft - Österreich: Botschaft - Pakistan: Botschaft - Peru: Botschaft - Philippinen: Botschaft - Polen: Botschaft - Portugal: Botschaft - Rumänien: Botschaft - Russland: Botschaft - Saudi-Arabien: Botschaft |  | - Schweden: Botschaft - Schweiz: Botschaft - Serbien: Botschaft - Slowakei: Botschaft - Spanien: Botschaft - Sri Lanka: Botschaft - Südafrika: Botschaft - Sudan: Botschaft - Südkorea: Botschaft - Thailand: Botschaft - Tschechien: Botschaft - Tunesien: Botschaft - Türkei: Botschaft - Ukraine: Botschaft - Ungarn: Botschaft - Venezuela: Botschaft - Vereinigte Arabische Emirate: Botschaft - Vereinigtes Königreich: Botschaft - Vereinigte Staaten: Botschaft - Vietnam: Botschaft - Volksrepublik China: Botschaft |

### Vertretungen Internationaler Organisationen
- Europäische Union, Vertretung
- Palästina: Vertretung

## Konsulate in Norwegen

### Generalkonsulate
- Russland (Barentsburg, Spitzbergen)
- Russland (Kirkenes, Finnmark)